# Ivo Frosio
Ivo Frosio (Muralto, 27 aprile 1930 – 18 aprile 2019) è stato un calciatore svizzero, di ruolo difensore.

## Carriera

### Club
Ha cominciato la sua carriera nel Locarno. Nel 1950 si è trasferito allo Zurigo, rimanendovi per una stagione.
Tra il 1951 e il 1957 ha giocato per il Grasshoppers con cui ha vinto due campionati e due coppe di Svizzera.
Dal 1957 ha giocato nel Lugano con cui è retrocesso in seconda serie nella stagione 1959-1960. Si è ritirato nel 1961.

### Nazionale
Tra il 1952 e il 1959 ha disputato 13 incontri per la selezione Svizzera, senza segnare reti.
Ha esordito in nazionale il 20 settembre 1952, subentrando a gara in corso al posto di Louis Casali, nella gara contro l'Ungheria valida per la Coppa Internazionale 1948-1953.
Ha preso parte al Campionato mondiale di calcio 1954 senza mai scendere in campo.

## Palmarès

### Club
- Campionato svizzero: 2

Grasshoppers: 1951-1952, 1955-1956
- Coppa Svizzera: 2

Grasshoppers: 1951-1952, 1955-1956